# Тансо
Тансо (кор. 단소) — продольная флейта с открытым лабиумом (свистком). Используется в корейской народной музыке и для образовательных целей в корейских начальных школах. Традиционно её делают из бамбука, но с XX века также стали изготавливать из пластика. Имеет 4 отверстия спереди и 1 сзади, закрываемое большим пальцем. Диапазон от Соль первой до Соль третьей октавы.
Инструмент происходит от китайской флейты сяо. В названии тансо слово «тан» означает «короткий», а «со» — продольную флейту. Более длинная флейта называется тхунсо (хангыль — 통소; ханча — 洞簫).